# مارك ألماني شرقي
مارك ألماني شرقي (الألمانية: وصلة=| عن هذا الصوت  )، وتسمى عادة مارك شرقي ( وصلة=| عن هذا الصوت ( في ألمانيا الغربية وبعد التوحيد)، في ألمانيا الشرقية مارك فقط، كان عملة جمهورية ألمانيا الديمقراطية (ألمانيا الشرقية). كان رمز العملة ISO 4217 هو DDM. عُرفت العملة رسميًا باسم المارك الألماني (Deutsche Mark) من عام 1948 إلى عام 1964، ومارك دير دويتشين نوتينبانك من عام 1964 إلى عام 1967، ومن عام 1968 إلى عام 1990 باسم مارك دي دي دي آر (مارك أوف دي جي دي آر ). تم تقسيمها إلى 100 بفنغ (Pf).

## التاريخ
| العملات الألمانية الشرقية  | العملات الألمانية الشرقية | العملات الألمانية الشرقية | العملات الألمانية الشرقية |
| -------------------------- | ------------------------- | ------------------------- | ------------------------- |
| اسم                        | ابر.                      | أدخلت                     | متقاعد                    |
| دويتشه مارك                | DM                        | 31 أكتوبر 1951            | 31 يوليو 1964             |
| مارك دير دويتشين نوتينبانك | MDN                       | 1 أغسطس 1964              | 31 ديسمبر 1967            |
| مارك دير DDR               | M                         | 1 يناير 1968              | 30 يونيو 1990             |

## إصلاح العملة

### 1948
في 18 يونيو 1948 تم الإعلان عن إصلاح العملة للمناطق الغربية. وفي وقت لاحق، في 20 حزيران 1948 ألغي رايخ مارك ورنتتن مارك في مناطق الاحتلال الغربية واستبدالو بالمارك الألماني الصادر من بنك دويتشر لاندر (في وقت لاحق البنك الاتحادي الألماني ). ولأن الرايخ مارك كان لا يزال مسموحا بتداوله قانونيا في منطقة الاحتلال السوفيتي، فقد غزت العملة القادمة من الغرب الشرق، حيث كانت لا قيمة لها. تسبب هذا التضخم المفاجئ، بجعل المخزون النقدي في المنطقة السوفيتية بلا قيمة بين عشية وضحاها.
على الرغم من أن السوفييت عبروا في 21 يونيو 1948 عن دهشتهم لإصلاح العملة الغربية، فإن اللجنة الاقتصادية الألمانية، بالتشاور مع الإدارة العسكرية السوفيتية، قد أعدت بالفعل لهذه القضية. كانت الكوبونات اللاصقة قد طُبعت بالفعل، وبمساعدة لوجستية من السوفيات، تم توزيعها على مكاتب المقاطعات. بدأت الملصقات الأولى للقسائم على الفور، في 19 يونيو 1948. في 23 حزيران (يونيو) 1948، وهو اليوم الرسمي لبدء العمل، كان هناك بالفعل متجر كبير للأوراق النقدية المعدلة. تم تمكين هذا لتقليل أوقات الانتظار وتسريع العملية من خلال تبادل هذه الأوراق النقدية بالأوراق النقدية غير المصلحة.
في 24 يوليو 1948، تم إصدار سلسلة جديدة تمامًا من الأوراق النقدية. حافظت على الاسم الرسمي Deutsche Mark von der Deutschen Notenbank حتى عام 1964، لكنه كان معروفًا، ولا سيما في الغرب باسم أوستمارك أو المارك الشرقي.

### اعتماد ألمانيا الغربيةالمارك الألماني
عند اعتماد المارك الألماني في ألمانيا الشرقية في 1 يوليو 1990، تم تحويل الماركات الألمانية الشرقية بنفس القيمة بناءا على الأجور والأسعار والمدخرات الأساسية (بحد أقصى 4000 مارك لكل شخص، باستثناء عدد أصغر للأطفال وعدد أكبر للمتقاعدين). تم تحويل مبالغ أكبر من المدخرات وديون الشركة وقروض الإسكان بمعدل 2: 1 بينما تم تحويل ما يسمى "أموال المضاربة"، التي تم الحصول عليها قبل التوحيد بفترة قصيرة، بمعدل 3: 1. كانت أسعار الصرف المتضخمة هذه تهدف إلى حكومة جمهورية ألمانيا الفيدرالية كدعم هائل لشرق ألمانيا، ولا تزال مثيرة للجدل بين الاقتصاديين، حيث يجادل البعض بأن تبادل العملات هو الطريقة الأكثر عملية لتوحيد الاقتصاد الألماني بسرعة، يجادل آخرون بأن التبادل زاد من الاضطرابات الناجمة عن التوحيد الألماني من خلال جعل الصناعات الألمانية الشرقية غير قادرة على المنافسة.

#### تدمير العملة الألمانية الشرقية

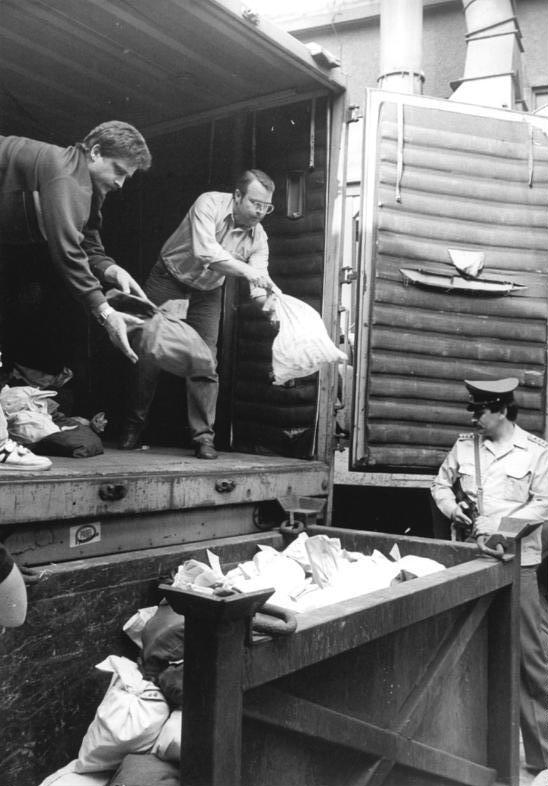
تفريغ أكياس من العملات المعدنية من بنك Staatsbank لتذويبها، 1990

تم إذابة حوالي 4500 طن من العملات الألمانية الشرقية في أعمال Rackwitz المعدنية في عام 1990. تقريبا جميع النقود الورقية (حوالي 100 مليار مارك، في 620 مليون ورقة نقدية بحجم تداول 4,500 متر مكعب (160,000 قدم3)، حوالي 300 عربة نقل)، بما في ذلك جميع العملات التي تم جمعها في وقت الاتحاد النقدي والأوراق النقدية التي لم تستخدم من قبل 200 و 500 مارك دير DDR، في التخزين في عامي 1990 و1991 في كهوف من الحجر الرملي الطويل في Thekenberge بالقرب من هلبرشتات. في المجموع، تم تخزين 3000 طن من الأوراق النقدية وكتاب المرور والشيكات هناك، حيث تم إحضارها بواسطة قافلة عسكرية في برلين. أصبحت العملة ملكًا لبنك الائتمان لإعادة الإعمار (KfW) في عام 1994 من خلال اندماجها مع Staatsbank Berlin (اسم ما بعد إعادة توحيد Staatsbank der DDR ).